# Liste des planètes mineures non numérotées découvertes en décembre 2006
Pour un article plus général, voir Liste des planètes mineures non numérotées découvertes en 2006.
Pour un article plus général, voir Liste des planètes mineures.
Cet article dresse la liste des planètes mineures (astéroïdes, centaures, objets transneptuniens et assimilés) non numérotées découvertes en décembre 2006 dans l'ordre de leur découverte.
Au 15 janvier 2025, 661 077 des 1 434 993 planètes mineures répertoriées par le Centre des planètes mineures ne sont pas encore numérotées, soit 46,07 %.

## Rappel concernant la désignation provisoire
La désignation provisoire indique l'ordre de découverte de ces objets. En effet, cette désignation est composée de l'année de découverte (par exemple 2006) suivie de la quinzaine (demi-mois) de découverte (p.e. A = 1-15 janvier) puis de l'ordre de découverte dans cette quinzaine. Cet ordre est indiqué par une lettre et éventuellement un chiffre comme suit : A pour la première découverte, B pour la deuxième, ..., Z pour la 25e (le I n'est pas utilisé pour éviter la confusion avec 1), A1 pour la 26e, B1 pour la 27e, etc. , Z1 pour la 50e, A2 pour la 51e, B2 pour la 52e, etc. L'ordre de la numérotation ne suit donc pas l'ordre alphanumérique. 2006 AA1 suit ainsi 2006 AZ et précède 2006 AB1.

## Liste

### Du1erau 15 décembre 2006
- 2006 XB
- 2006 XN
- 2006 XW
- 2006 XX
- 2006 XY
- 2006 XF1
- 2006 XH1
- 2006 XJ1
- 2006 XK1
- 2006 XV1
- 2006 XA2
- 2006 XE2
- 2006 XF2
- 2006 XH2
- 2006 XJ2
- 2006 XK2
- 2006 XQ2
- 2006 XX2
- 2006 XY2
- 2006 XA3
- 2006 XW3
- 2006 XN4
- 2006 XO4
- 2006 XP4
- 2006 XQ4
- 2006 XR4
- 2006 XV4
- 2006 XW4
- 2006 XS7
- 2006 XK13
- 2006 XU13
- 2006 XV13
- 2006 XF14
- 2006 XG14
- 2006 XN14
- 2006 XR14
- 2006 XV14
- 2006 XL16
- 2006 XX18
- 2006 XH21
- 2006 XL21
- 2006 XV21
- 2006 XT22
- 2006 XX22
- 2006 XH23
- 2006 XN23
- 2006 XS23
- 2006 XJ24
- 2006 XT24
- 2006 XZ24
- 2006 XD27
- 2006 XO30
- 2006 XQ30
- 2006 XA31
- 2006 XR31
- 2006 XX31
- 2006 XZ31
- 2006 XG32
- 2006 XQ32
- 2006 XX35
- 2006 XE39
- 2006 XT39
- 2006 XB40
- 2006 XH40
- 2006 XN40
- 2006 XO40
- 2006 XX40
- 2006 XZ40
- 2006 XR41
- 2006 XE42
- 2006 XK44
- 2006 XY44
- 2006 XS45
- 2006 XA46
- 2006 XM47
- 2006 XN47
- 2006 XP47
- 2006 XS48
- 2006 XS50
- 2006 XA51
- 2006 XT51
- 2006 XN52
- 2006 XQ56
- 2006 XU56
- 2006 XL57
- 2006 XV57
- 2006 XV58
- 2006 XW59
- 2006 XC61
- 2006 XF61
- 2006 XJ61
- 2006 XQ61
- 2006 XC63
- 2006 XT64
- 2006 XK67
- 2006 XM67
- 2006 XW67
- 2006 XD68
- 2006 XQ70
- 2006 XB72
- 2006 XN72
- 2006 XH73
- 2006 XC74
- 2006 XL74
- 2006 XM74
- 2006 XP75
- 2006 XT75
- 2006 XW75
- 2006 XY75
- 2006 XG76
- 2006 XM76
- 2006 XR76
- 2006 XS76
- 2006 XT76
- 2006 XW76
- 2006 XX76
- 2006 XO77
- 2006 XW77
- 2006 XZ77
- 2006 XB78
- 2006 XD78
- 2006 XE78
- 2006 XR78
- 2006 XU78
- 2006 XW78
- 2006 XX78
- 2006 XY78
- 2006 XA79
- 2006 XC79
- 2006 XK79
- 2006 XL79
- 2006 XV79
- 2006 XW79
- 2006 XZ79
- 2006 XC80
- 2006 XD80
- 2006 XE80
- 2006 XH80
- 2006 XQ80
- 2006 XU80
- 2006 XE81
- 2006 XF81
- 2006 XL81
- 2006 XM81
- 2006 XQ81
- 2006 XU81
- 2006 XC82
- 2006 XD82
- 2006 XE82
- 2006 XF82
- 2006 XH82
- 2006 XK82
- 2006 XL82
- 2006 XO82
- 2006 XT82
- 2006 XU82
- 2006 XY82
- 2006 XZ82
- 2006 XA83
- 2006 XC83
- 2006 XD83
- 2006 XG83
- 2006 XH83
- 2006 XJ83
- 2006 XK83
- 2006 XL83
- 2006 XM83
- 2006 XN83
- 2006 XO83
- 2006 XP83
- 2006 XQ83
- 2006 XR83
- 2006 XS83
- 2006 XT83
- 2006 XU83
- 2006 XV83
- 2006 XW83
- 2006 XX83
- 2006 XY83
- 2006 XZ83
- 2006 XA84
- 2006 XB84
- 2006 XC84
- 2006 XD84
- 2006 XE84
- 2006 XG84

### Du 16 au 31 décembre 2006
- 2006 YA
- 2006 YB
- 2006 YE
- 2006 YF
- 2006 YM
- 2006 YP
- 2006 YU1
- 2006 YV1
- 2006 YG2
- 2006 YH2
- 2006 YJ2
- 2006 YR2
- 2006 YX2
- 2006 YJ4
- 2006 YK6
- 2006 YP9
- 2006 YN10
- 2006 YT10
- 2006 YG11
- 2006 YD12
- 2006 YC13
- 2006 YG13
- 2006 YB14
- 2006 YH14
- 2006 YV15
- 2006 YR16
- 2006 YK18
- 2006 YR19
- 2006 YG20
- 2006 YP20
- 2006 YR21
- 2006 YR23
- 2006 YT23
- 2006 YZ23
- 2006 YB24
- 2006 YU24
- 2006 YC25
- 2006 YH25
- 2006 YK25
- 2006 YO25
- 2006 YE26
- 2006 YJ27
- 2006 YA28
- 2006 YH28
- 2006 YV28
- 2006 YB29
- 2006 YJ29
- 2006 YE30
- 2006 YZ30
- 2006 YA31
- 2006 YJ31
- 2006 YK31
- 2006 YP31
- 2006 YJ32
- 2006 YS32
- 2006 YU32
- 2006 YX32
- 2006 YU33
- 2006 YJ34
- 2006 YA36
- 2006 YY39
- 2006 YA40
- 2006 YM40
- 2006 YW40
- 2006 YZ40
- 2006 YL44
- 2006 YP44
- 2006 YJ45
- 2006 YZ45
- 2006 YD49
- 2006 YE49
- 2006 YX49
- 2006 YU52
- 2006 YV52
- 2006 YG54
- 2006 YT54
- 2006 YH55
- 2006 YZ56
- 2006 YA57
- 2006 YB57
- 2006 YC57
- 2006 YS58
- 2006 YB59
- 2006 YC59
- 2006 YN59
- 2006 YR59
- 2006 YW59
- 2006 YY59
- 2006 YA60
- 2006 YG60
- 2006 YS60
- 2006 YB61
- 2006 YC61
- 2006 YF61
- 2006 YK61
- 2006 YL61
- 2006 YM61
- 2006 YN61
- 2006 YO61
- 2006 YR61
- 2006 YS61
- 2006 YT61
- 2006 YU61
- 2006 YA63
- 2006 YP63
- 2006 YR63
- 2006 YT63
- 2006 YU63
- 2006 YZ63
- 2006 YA64
- 2006 YB64
- 2006 YK64
- 2006 YL64
- 2006 YO64
- 2006 YP64
- 2006 YB65
- 2006 YE65
- 2006 YK65
- 2006 YM65
- 2006 YN65
- 2006 YO65
- 2006 YT65
- 2006 YB66
- 2006 YG66
- 2006 YN66
- 2006 YR66
- 2006 YS66
- 2006 YU66
- 2006 YW66
- 2006 YY66
- 2006 YZ66
- 2006 YB67
- 2006 YC67
- 2006 YD67
- 2006 YK67
- 2006 YL67
- 2006 YM67
- 2006 YV67
- 2006 YY67
- 2006 YZ67
- 2006 YC68
- 2006 YH68
- 2006 YK68
- 2006 YL68
- 2006 YM68
- 2006 YN68
- 2006 YP68
- 2006 YQ68
- 2006 YR68
- 2006 YT68
- 2006 YV68
- 2006 YZ68
- 2006 YB69
- 2006 YC69
- 2006 YD69
- 2006 YE69
- 2006 YJ69
- 2006 YL69
- 2006 YM69
- 2006 YN69
- 2006 YS69
- 2006 YT69
- 2006 YU69
- 2006 YV69
- 2006 YW69
- 2006 YC70
- 2006 YE70
- 2006 YF70
- 2006 YG70
- 2006 YH70
- 2006 YJ70
- 2006 YL70
- 2006 YM70
- 2006 YO70
- 2006 YP70
- 2006 YQ70
- 2006 YR70
- 2006 YS70